# Römische Bleirohrinschrift

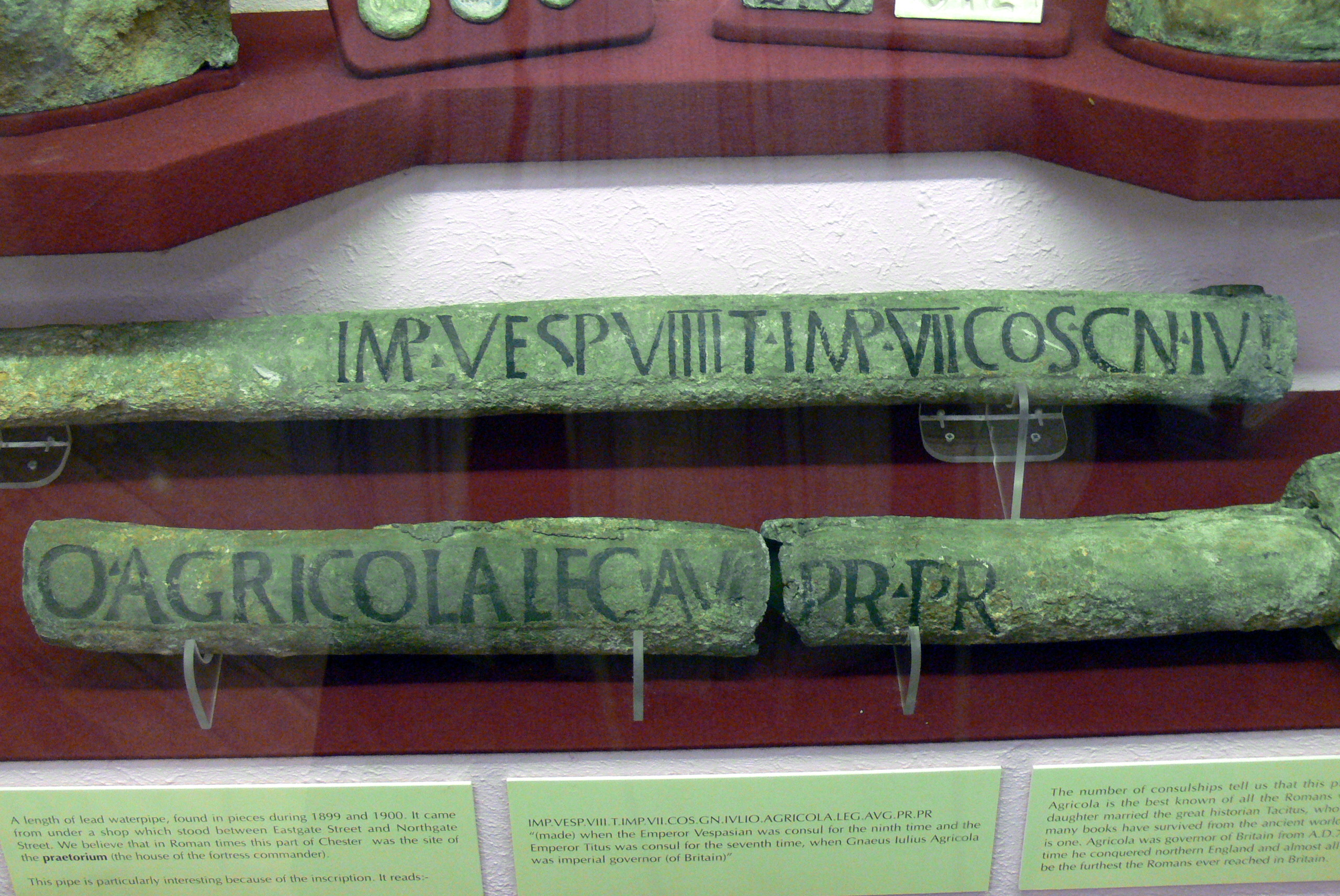
Wasserleitung mit lateinischer Aufschrift aus der Zeit Vespasians. Es handelt sich um einen seltenen Tiefreliefdruck. Auch die Größe des Stempelblocks von 1 Meter ist eher ungewöhnlich.

Eine römische Bleirohrinschrift ist eine lateinische Inschrift auf römischen Wasserleitungen aus Blei (lat. fistula aquaria), die Auskunft über ihren Hersteller und Besitzer erteilt, oftmals den Kaiser selbst als obersten Bauherrn. Die knappen Schriftzüge wurden mit Ganztextstempeln erstellt, der Einsatz beweglicher Lettern ist trotz anderslautender Hypothesen nicht belegt.

## Herstellung der Bleirohre

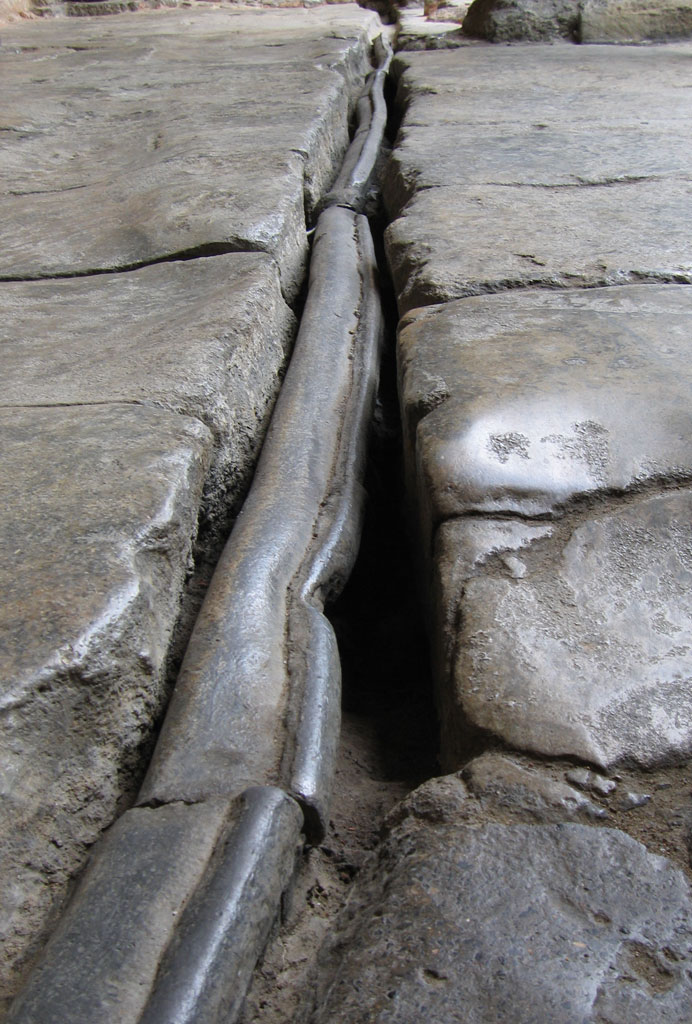
Unbeschriftetes Bleirohr mit verlöteter Naht in den römischen Thermen zu Bath (England)

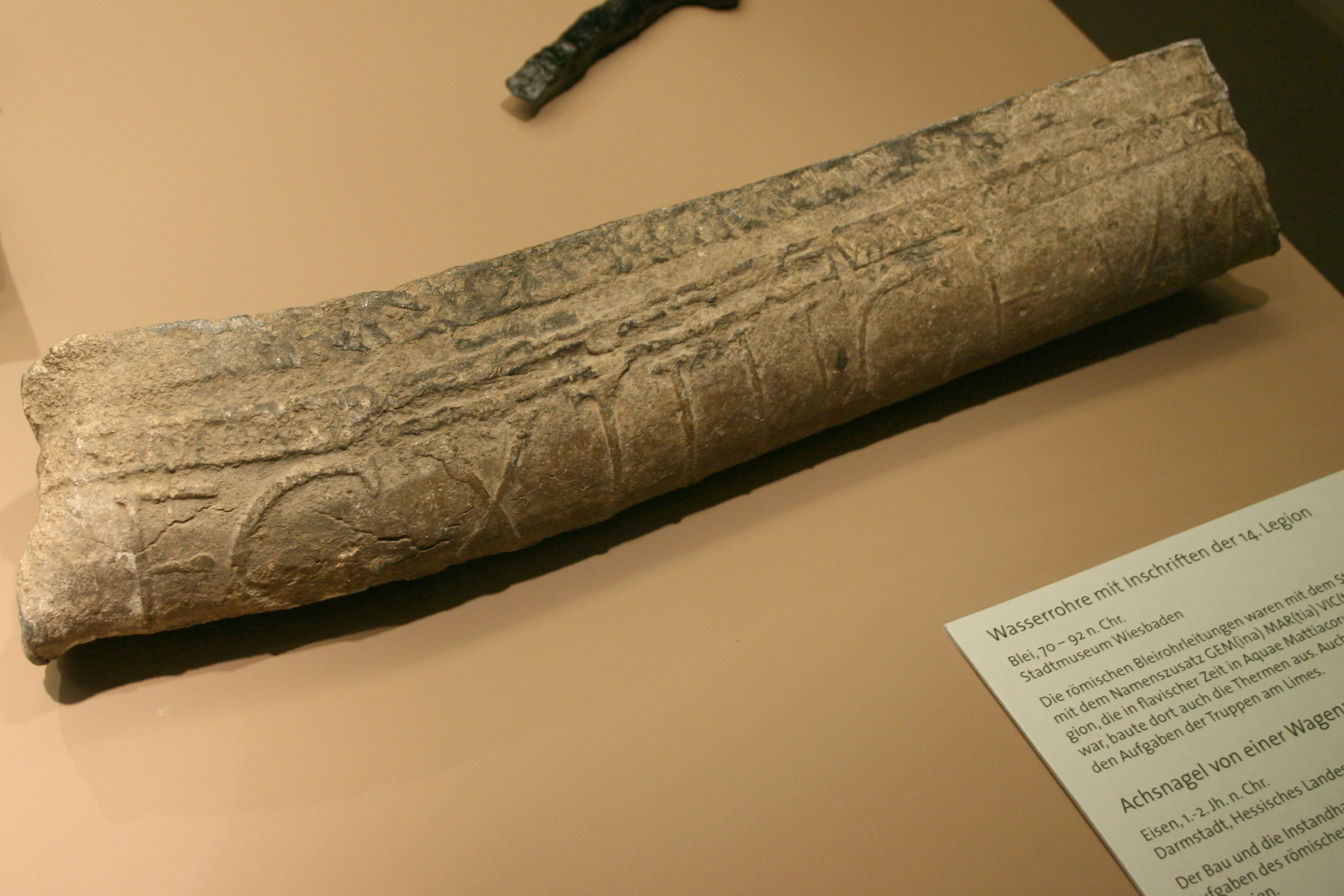
Bleirohr mit Stempel der Legio XIIII Gemina aus Wiesbaden (Aquae Mattiacorum).

Blei, das als Nebenprodukt der antiken Silberverhüttung massenhaft auftrat, wurde in der römischen Kaiserzeit mit einer geschätzten Spitzenproduktion von 80.000 Tonnen pro Jahr geradezu im industriellen Maßstab gewonnen. Das Metall wurde neben anderen Werkstoffen zur Herstellung von Wasserrohren im weitgespannten Wasserversorgungsnetz der Römer verwendet; vor allem im innerstädtischen Bereich wurde es fast ausschließlich eingesetzt.
Die Herstellungsweise der Bleirohre ist bei Vitruv und Frontinus überliefert. Das Blei wurde zunächst zu Platten gegossen, die anschließend um ein Rundholz gebogen und an der Nahtstelle verlötet wurden. Der Querschnitt der ca. 3 Meter langen Bleirohrstücke war abhängig von der beabsichtigten Wasserdurchflussmenge und konnte von ungefähr 1,3 cm bis 57 cm Durchmesser reichen.

## Herstellung der Inschriften
Seit dem 19. Jahrhundert wurde des Öfteren die Hypothese vorgetragen, dass die Inschriften von den Römern mit beweglichen Lettern hergestellt worden seien. Eine drucktechnische Untersuchung durch den Schriftsetzer und Linguisten Herbert Brekle in jüngster Zeit stützt jedoch die verbreitete Annahme, dass es sich durchweg um Mehrwortstempel gehandelt haben muss: „Alles in allem sprechen materielle Evidenzen, praktische und arbeitsökonomische Konsequenzen und die verfügbaren Daten deutlich für die Ganztextstempel-Hypothese.“ Die gängige Herstellungsmethode war demnach:

„Ein Stempel (Patrize) mit dem als Hochrelief seitenrichtig eingravierten Text wird in die leicht feuchte festgedrückte Sand- oder Lehmfläche der Gussform gedrückt und ergibt einen seitenverkehrten Abdruck des Textes (Matrize) als Tiefrelief. Nach dem Ausgießen mit flüssigem Blei erscheint im Hochrelief die Inschrift auf der Oberfläche des Bleirohrs. Dies ist die heute plausibelste Hypothese zur Herstellung solcher Inschriften (Ganztextstempel).“

Für die Verwendung von Stempeln und gegen die typographische Technik sprechen nach Brekle folgende Gründe: Arbeitstechnisch betrachtet ist bei der römischen Druckmethode ein einziger Stempelblock wesentlich leichter zu handhaben als ein Paket aus einzelnen Lettern, das in sich recht instabil wäre und für den notwendigen inneren Zusammenhalt einer Klammer- oder ähnlichen Konstruktion bedurft hätte. Solch eine Vorrichtung ist im Druckbild genauso wenig nachweisbar wie die für den Druck mit beweglichen Lettern typischen feinen Grenzlinien zwischen den einzelnen Buchstaben. Dagegen tritt die bei Textstempeln zu findende Umrandung, die durch den Eindruck der umlaufenden Kanten des Stempelblocks entsteht, in wenigstens einem Beispiel deutlich hervor.
Zudem lässt sich, so Brekle, bei den erhaltenen Bleirohrinschriften niemals eine Schräg- oder Schiefstellung einzelner Buchstaben oder deren Abweichung von der Grundlinie der Zeilen feststellen, wie es bei der typographischen Herstellungsweise bei mangelhafter Positionierung der Letter geschehen kann. Wo das Druckbild verrutscht ist, ist der ganze Textzug betroffen, was klar auf den Einsatz von Ganztextstempeln hinweist. Nicht zuletzt muss bedacht werden, dass bei archäologischen Ausgrabungen noch nie ein antiker Zeichensatz mit einzelnen Lettern zum Vorschein gekommen ist, wohl aber Gussformen mit seitenverkehrten Inschriften, die wie Stempel funktionierten.